# Nadi (yoga)
Pour les articles homonymes, voir Nadi.
Nāḍī (en sanskrit IAST ; devanāgarī : नाडी) est un terme sanskrit mentionné pour la première fois dans la Chāndogya Upaniṣad,. Ce terme signifie :
- f. tube, canal ; vaisseau, veine, artère ; tige creuse, flûte
- phil. yoga : le terme nāḍī désigne principalement un canal énergétique, qui remonte le long des chakra majeurs, proche de la colonne vertébrale[4]. Il y a trois nāḍī majeures qui véhiculent chacune une force : la masculine, la féminine et la neutre pourrait-on dire, un peu comme en électricité. D'après certaines traditions il y a dans le corps humain 72 000 canaux, comparables aux méridiens de l'acupuncture.

## Présentation
Les forces principales véhiculées par les nadis sont appelées : iḍā, piṅgalā et suṣumṇā. Ces forces participent à l'éveil de la kuṇḍalinī en apportant la lumière dans le corps de la personne qui voit ainsi ce que les Hindous appellent la vérité: le Yantra. Les différentes formes de yoga comme le yoga des postures, le haṭha yoga, ou le yoga de la dévotion, le bhakti yoga permettent d'atteindre plus facilement l'éveil, la réalisation du soi et de sa vie, et ainsi d'éviter une réincarnation plus mauvaise que la présente.

## Source
- Kundalini Tantra de Swami Satyananda Saraswati, en français chez Swam éditions,  (ISBN 2-9503389-7-6)